# Cascais
Cascais je grad od 35.681 stanovnika i istoimena općina u sredini Portugala od 205 117 stanovnika, u Regiji Lisabon, administrativni centar istoimenog distikta Cascais. 
Nekadašnje ribarsko selo postalo je slavno krajem 19. st. kad je postalo ljetna rezidencija portugalskih kraljeva. Danas je popularno mjesto za odmor brojnih portugalskih i stranih turista. 

## Zemljopisne karakteristike
Cascais je udaljen 30 km zapadno od Lisabona, leži na samom ušću rijeke Tajo (s desne stane) i duž obale Atlanskog oceana (Obala Estoril). 
Sam Cascais kao i njegova okolica ima puno hotela, restorana i mjesta za zabavu, u neposrednoj blizini je Estoril, s poznatim kazinom i brojnim golf igralištima, u Parku Monsanto su se do 1960-ih vozile utrke Formule 1, a nedaleko je i Sintra sa svojim spomenicima.

## Povijest
Cascais je kao seoce na obali nastao u 12. st., i bio pod upravom obližnje Sintre. Tad su stanovnici Cascaisa živjeli od mora i obrade zemlje, ali se već u 13. st., položaj naselja izmijenio kad je Lisabon postao prijestolnica Portugala. Tijekom 14. st., broj stanovnika Cascaisa se povećao, tako da se naselje počelo širiti izvan utvrđenih zidina. Napredak mjesta dovelo je i do administrativne nezavisnosti od Sintre 1364.Tad je Cascais, kao i njegova okolica bila vlasništvo lokalnih feudalca, najpoznatiji od njih bio je João das Regras (umro 1404.), pravnik i profesor na Sveučilište Lisabonu, koji je bio krunio kralja João I.
Sve do kraja srednjeg vijeka stanovnici Cascaisa živjeli su od ribolova,  poljoprivrede (vino, maslinovo ulje, žitarice, voće..) i naplate taksi za plovidbu rijekom Tajo Kako je kod Cascaisa ulaz u rijeku, i prva linija obrane Lisabona - mjesto je dobilo i strateški značaj. Oko 1488., portugalski kralj João II. dao je podići malu tvrđavu uz more. Ta mala srednjovjekovna utvrda nije bila dovoljna da spriječi invaziju španjolskih vojnika - 1580., nakon tog je Portugal bio u personalnoj uniji sa Španjolskom. Utvrdu je proširio krajem 16. st. španjolski kralj Filip II., pretvorivši je u tipično nisku renesansnu citadelu zvijezdastog tlocrta. Pored tog podignute su druge utvrde oko Cascaisa tijekom 17. st., od kojih mnoge postoje i dan danas.
Veliki potres iz 1755. koji je razrušio Lisabon, pogodio je i Cascais. Oko 1774., tadašnji premjer kraljevske vlade Markiz Pombal, u cilju obnove Cascaisa osnovao je kraljevsku tvornicu vune (Real Fábrica de Lanifícios), koja je radila do 19. st., i poduzeo mjere zaštite za vino Carcavelos iz tog kraja, kako bi ga bolje plasirao. Za vrijeme invazije napoleonskih trupa na Portugal,  citadelu Cascais zauzele su jedinice generala Junota koje su neko vrijeme boravile u njoj.
Letargiju u koji je Cascais upao, nestala je kad je kralj Luís I. odlučio preurediti utvrdu Cascais u svoju ljetnu rezidenciju.Od 1870. do 1908., Cascais je bio ljetna rezidencija portugalskih kraljeva, to je izmijenilo malo pospano ribarsko selo u mondeno naselje. Nova rezidencija prvi je u zemlji dobila električnu rasvjetu - 1878., izgrađene su dobre ceste do Sintre i Lisabona, a 1889. stigla je i željeznička pruga do Cascaisa. Istovremeno su i brojni portugalski aristokrati i bogataši podignuli svoje vile u mjestu i oko njega, koje se još uvijek mogu vidjeti.
Kralj Carlos I., bio je zaljubljenik u more i pomorstvo, zbog tog je 1896. dao instalirati u ljetnoj rezidenciji prvi oceanografski laboratorij u Portugalu. On osobno vodio je 12 naučnih ekspedicija uz portugalsku obalu, sve je to prekinuto njegovim ubojstvom u Lisabonu 1908.
Važni korak za Cascais bio je kad se u prvoj polovici 20. st. u susjednom Estorilu, otvorio kazino, s pratećom infrastrukturom za provod bogatih posjetitelja.
Zbog portugalske neutralnosti za vrijeme Drugog svjetskog rata i ugodne ladanjske atmosfere brojne prognane kraljevske porodice odabrale su Cascais kao svoj novi dom, tu su boravili bivši kraljevi Španjolske, Italije, Mađarske i Bugarske.
Danas je Cascais s okolicom poznato ladanjsko mjesto, od ulaska Portugala u EU, brojni europski sjevernjaci kupili su vile i apartmane, koje su se intenzivno gradile od 1986 do 2000.

## Turizam
Danas Cascais ima veliku marinu, mali aerodrom za prihvat privatnih zrakoplova, deset golf igrališta i brojne pješčane plaže u i oko grada. Do njega je lako stići iz Lisabona autom ili čestim prigradskim vlakovima. U gradu ima puno hotela i turističkih apartmana, kao i mnoštvo dobrih restorana, za svačiji džep. Tako da mnogi koriste Cascais za bazu za posjet Lisabonu i okolici.

## Rast stanovništva općine Cascais
| Stanovništvo općine Cascais od 1801. do 2004. | Stanovništvo općine Cascais od 1801. do 2004. | Stanovništvo općine Cascais od 1801. do 2004. | Stanovništvo općine Cascais od 1801. do 2004. | Stanovništvo općine Cascais od 1801. do 2004. | Stanovništvo općine Cascais od 1801. do 2004. | Stanovništvo općine Cascais od 1801. do 2004. | Stanovništvo općine Cascais od 1801. do 2004. | Stanovništvo općine Cascais od 1801. do 2004. |
| --------------------------------------------- | --------------------------------------------- | --------------------------------------------- | --------------------------------------------- | --------------------------------------------- | --------------------------------------------- | --------------------------------------------- | --------------------------------------------- | --------------------------------------------- |
| 1801.                                         | 1849.                                         | 1900.                                         | 1930.                                         | 1960.                                         | 1981.                                         | 1991.                                         | 2001.                                         | 2004.                                         |
| 6052                                          | 5679                                          | 9463                                          | 22932                                         | 59617                                         | 141498                                        | 153294                                        | 170683                                        | 181444                                        |

## Gradovi prijatelji
Cascais je ima ugovore o prijateljstvu sa sljedećim gradovima;
| - Brazil, Salvador od 1985. - Francuska, Biarritz od 1986. - Brazil, Vitória od 1986. - Palestinska samouprava, Gaza - Sao Tome i Principe, Santana od 1986. | - Japan, Atami od 1990. - Narodna Republika Kina, Usi od 1993. - Zelenortska Republika, Sal od 1993. - Brazil, Guarujá od 2000. - Mozambik, Šai-Šai od 2000. |

## Vanjske poveznice
- Câmara Municipal de Cascais (port.)
- Fotografije Cascaisa, na portalu Flickr